# Mia Svele
Mia Svele (født 16. april 2001) er en norsk håndboldspiller, som spiller for Nykøbing Falster Håndboldklub. 
Hun har tidligere spillet for den norske klub Storhamar Håndball.
Hun er datter af, den tidligere norske håndboldspiller og kommentator Bent Svele.